# لغة الإشارة المنزلية

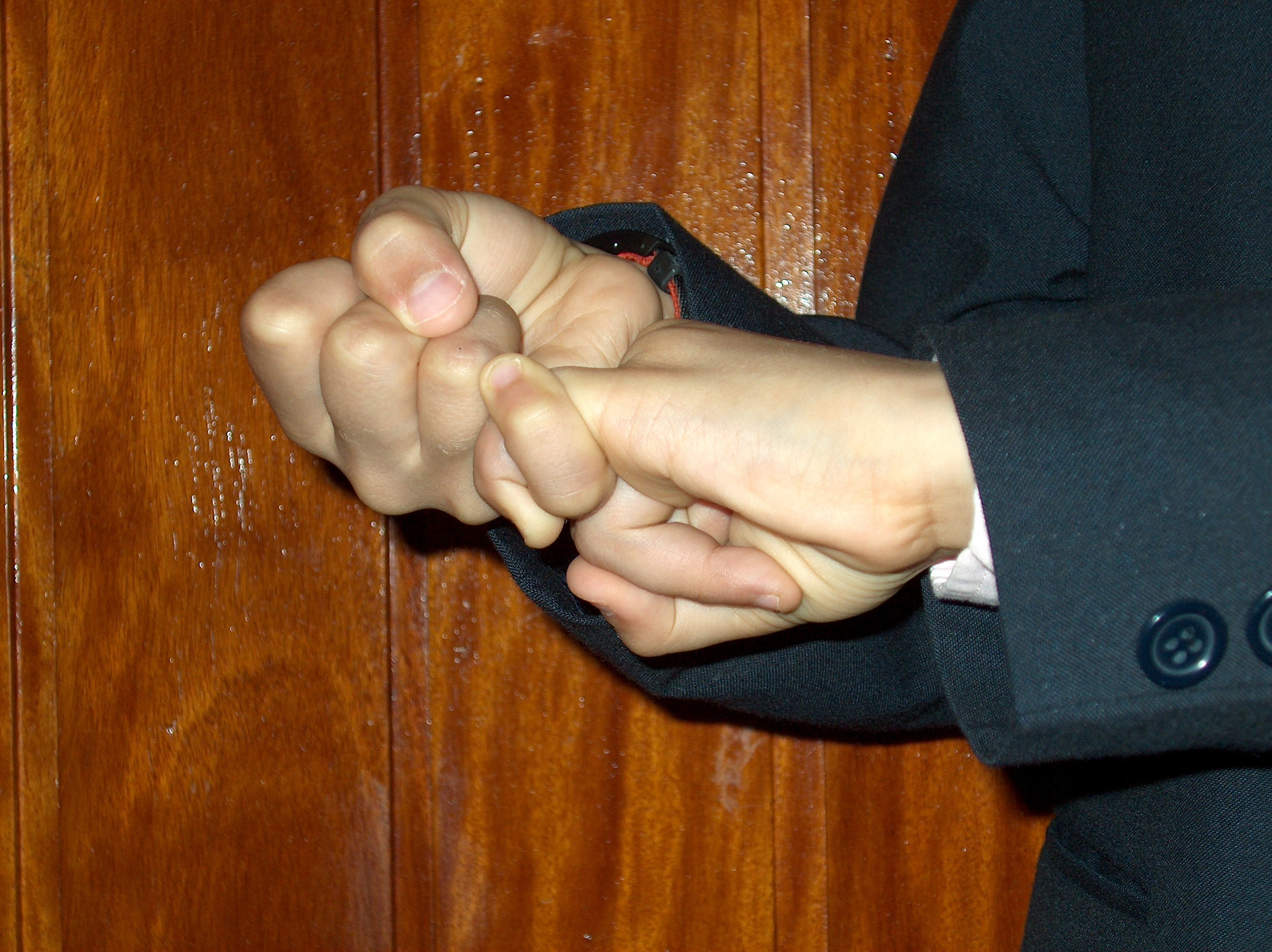
صورة لإشارة منزل

إشارة المنزل (أو إشارة المطبخ ) هي نظام تواصل إيمائي غالبًا ما يبتكره طفل أصم تلقائيًا يفتقر إلى المدخلات اللغوية المتاحة. وغالبًا ما تنشأ أنظمة الإشارة المنزلية في العائلات التي ينشأ فيها الطفل الأصم على يد آباء يسمعون ويكون معزولًا عن مجتمع الصم. ولأن الطفل الأصم لا يتلقى مدخلات من لغة الإشارة أو اللغة المنطوقة يُعتبر هؤلاء الأطفال معزولين لغويًا.
لأن أنظمة الإشارات المنزلية تُستخدم بانتظام كوسيلة تواصل لدى الطفل فإنها تتطور لتصبح أكثر تعقيدًا من الإيماءات البسيطة. ومع عدم اعتبارها لغة كاملة إلا أنه يمكن تصنيف هذه الأنظمة كظواهر لغوية تُظهر خصائص مشابهة للغة الإشارة واللغة المنطوقة. كما تُظهر أنظمة الإشارات المنزلية درجات كبيرة من التعقيد الداخلي باستخدام إيماءات ذات معانٍ متسقة وترتيب كلمات وفئات نحوية. وقد اهتم اللغويون بأنظمة الإشارات المنزلية باعتبارها رؤية ثاقبة للقدرة البشرية على توليد اللغة واكتسابها ومعالجتها.

## تحديد الميزات
في عام 1987 وضعت نانسي فريشبيرج إطار لتحديد ووصف أنظمة الإشارات المنزلية. وذكرت أن إشارات المنازل تختلف عن لغات الإشارة في أنها:
- لا يوجد علاقة ثابتة بين المعنى والرمز (مع أن الأبحاث اللاحقة تحدت هذا الادعاء)
- لا تنتقل من جيل إلى جيل
- لا يتقاسمها مجموعة كبيرة واحدة
- ولا تعتبر الشيء نفسه بالنسبة لمجتمع مستخدمي الإشارة

ومع ذلك، هناك خصائص "مرنة" معينة للغة يمكن أن يستمر تطورها دون توجيه من نموذج لغوي تقليدي. وتُظهر الدراسات الحديثة التي أُجريت على أنظمة الإيماءات لدى الأطفال الصم انتظامًا وإنتاجية. فبين المستخدمين تميل هذه الأنظمة إلى إظهار معجم مستقر وميل لترتيب الكلمات واستخدام جمل معقدة وأزواج اسمية فعلية. كما ثبت أنها تتمتع بخاصية التكرار مما يسمح للأنظمة بأن تكون مُولِّدة. وقد يستعير الأطفال الصم إيماءات اللغة المنطوقة، ولكن هذه الإيماءات تُعدّل لتكون بمثابة علامات لغوية. لكن مع نمو الطفل تزداد نطقاته حجمًا وتعقيدًا. ويستخدم البالغون الذين يستخدمون لغة الإشارة المنزلية أنظمةً أكثر نضجًا لعرض سمات لغوية أكثر من الأنظمة الأبسط التي يستخدمها الأطفال الذين يستخدمون لغة الإشارة المنزلية.

### المعجم
تُظهر الدراسات التي أُجريت على الأطفال والبالغين الذين يستخدمون لغة الإشارة المنزلية اقترانًا ثابتًا بين شكل رمز الإشارة ومعناه. كما تُدمج هذه الإشارات في إشارات مركبة لإنشاء كلمات جديدة. حيث يُقيد الافتقار إلى ثنائية الاتجاه في إنشاء أنظمة إشارات منزلية بين الوالد والطفل اختراع إشارات ذات معانٍ عشوائية. ويتقدم ظهور المعجم التقليدي بدرجة أبطأ في نظام إشارات منزلية منه في اللغات الطبيعية ذات الشبكة الاجتماعية الأغنى. وتُظهر دراسة أجريت على البالغين الذين يستخدمون لغة الإشارة المنزلية في نيكاراغوا أن مستخدمي لغة الإشارة المنزلية يستخدمون الإيماءة للتواصل بشأن الأرقام باستخدام علامات رقمية أساسية وغير أساسية.

### علم التشكل
تتميز أنظمة إشارات المنازل ببنية مورفولوجية بسيطة. وتتكون الإيماءات من أجزاء ذات مجموعة محدودة من أشكال اليد. كما يمكن استخدام أشكال اليد بطريقتين: لتمثيل اليد أثناء تعاملها مع شيء ما أو لتمثيل الشيء نفسه. وتتشابه الأنماط الصرفية الصوتية في إنتاج أشكال اليد مع أشكال اليد التقليدية في لغة الإشارة أكثر من سماع إيماءات الأفراد. كما تتميز أشكال اليد هذه بتعقيد أصابع عالٍ لأشكال يد الأشياء وتعقيد أصابع منخفض للتعامل مع أشكال اليد. ويستخدم مستخدمو إشارات المنازل أيضًا شكل اليد كعلامة صرفية منتجة في المسندات مما يُظهر تمييزًا بين الاسم والمسندات. وتُظهر دراسة مستخدمي إشارات المنازل المراهقين القدرة على التعبير عن أحداث الحركة مع أن هذه الاستراتيجية تختلف عن لغة الإشارة التقليدية. ويمكن أن تختلف حركات الإشارات المستخدمة في أنظمة إشارات المنازل في طول المسار والاتجاه. حيث يمكن العثور على معظم مورفيمات أشكال اليد مع أكثر من مورفيم حركة واحد والعكس صحيح.

### بناء الجملة
في نظام فردي يُظهر مُوقعو اللغة المنزلية اتساقًا في ترتيب كلمات معين يميز موضوع الكلام. ويوجد تفضيل في جميع أنظمة الإشارات المنزلية لأن يكون الفعل نهائيًا للكلام. كما دُرست التبعية الهيكلية وهي الكلمات المجمعة بناءً على بنية أو نمط هرمي لدى مُوقعي اللغة المنزلية البرازيليين الذين ينتجون باستمرار أدوات التعديل مع تعديل الاسم. وتُظهر العلامات الإيمائية للنفي (هز الرأس من جانب إلى جانب) وأسئلة الشكل دبليو أتش (التقليب اليدوي) معنى واستخدامًا وموضعًا متسقًا. ويُحدد مُوقعو اللغة المنزلية الموضوعات النحوية في الجمل ويكونون قادرين على التمييز بين الفاعل والموضوع في الجملة. وتُظهر هذه الأنظمة بعض الأدلة على وجود نظام عروضي لتحديد حدود العبارة والكلام.

### السرديات
يختلف الأطفال الذين يستخدمون لغة الإشارة في المنزل اختلافًا كبيرًا في مدى تكرار إظهارهم لمهارات السرد، ومع ذلك تُظهر سردياتهم أنماطًا هيكلية متشابهة. ويشمل ذلك التوسع في السرد الأساسي عن طريق تضمين المكان والأحداث والمضاعفات والتسلسل الزمني. حيث تُنتج الأمهات السامعات سردًا مشتركًا مع الأطفال الصم بدرجة أقل (مقارنةً بما تفعله الأمهات السامعات مع الأطفال السامعين) وتكون هذه المساهمات منطوقة ونادرًا ما تكون إيمائية.

## شروط الظهور
يتضمن سياق إنشاء نظام الإشارة المنزلية التعرض المحدود أو المعدوم لنموذج اللغة المنطوقة أو لغة الإشارة والعزلة عن الأطفال والبالغين الصم وخيارات الوالدين فيما يتعلق بالتواصل مع الطفل الأصم. حيث يُعد إنشاء نظام الإشارة المنزلية تجربة شائعة للأطفال الصم في الأسر التي تسمع حيث لا يستخدم حوالي 75% من الآباء والأمهات السامعين لغة الإشارة ويتواصلون مع أطفالهم الصم باستخدام مجموعة صغيرة من الإيماءات والتحدث وقراءة الشفاه. لكن على النقيض من ذلك وفي منزل به آباء صم أو يعرفون لغة الإشارة يمكن للطفل التقاط لغة الإشارة بنفس الطريقة التي يمكن بها للطفل الذي يسمع التقاط اللغة المنطوقة.
تُعدّ إشارات المنازل نقطة انطلاق للعديد من لغات الإشارة. فعندما تجتمع مجموعة من الصم دون لغة إشارة مشتركة قد يتشاركون سمات أنظمة إشارات منازلهم الفردية مما يُشكّل لغة إشارة قروية قد تُرسّخ نفسها كلغة متكاملة مع مرور الوقت. ومع ذلك نادرًا ما تنتقل إشارات المنازل إلى أكثر من جيل واحد لأنها عادةً ما تتلاشى عندما يتعرض الطفل الأصم للغة خارج المنزل.
يُميّز الأطفال الصم الذين يستخدمون لغة الإشارة المنزلية عن الأطفال العاديين المحرومين من التفاعل الاجتماعي واللغوي الهادف. كما يندمج أطفال لغة الإشارة المنزلية اجتماعيًا إلى حد ما مع غياب التفاعل اللغوي التقليدي. وقد تحتوي أنظمة لغة الإشارة المنزلية على بعض عناصر اللغة ويكتسب الأطفال الذين يستخدمونها لغة إشارة طبيعية لاحقًا في المدرسة.

### تطوير نظام إشارات المنازل
الطفل الأصم هو مُنشئ نظام إشارات منزلي. خضعت أمهات البالغين الذين يستخدمون لغة الإشارة المنزلية في نيكاراغوا للتقييم لتحديد دورهن في تطوير نظام إشارات المنزل لدى أطفالهن. فخلصت نتائج هذه الدراسة إلى أن الأمهات استوعبن الأوصاف الإسبانية المنطوقة للأحداث بدرجة أفضل من أوصاف إشارات المنزل وأن أداء المتحدثين الأصليين بلغة الإشارة الأمريكية كان أفضل من الأمهات في فهم إنتاجات إشارات المنزل. ويشير هذا إلى أن الأمهات لا ينقلن أنظمة إشارات المنزل مباشرةً إلى أطفالهن الصم. مع أن إيماءات الكلام المشتركة لمقدمي الرعاية قد تكون بمثابة أساس أولي لنظام إشارات المنزل لدى أطفالهم إلا أن الأطفال يتفوقون على هذا المدخل. وعادةً لا يتشارك مقدمو الرعاية الذين يتمتعون بالسمع نفس نظام التواصل الإيمائي مع الطفل الأصم حيث يستخدمون إيماءات أقل واتساقًا أقل ويعرضون أنماطًا مختلفة على مستوى الجملة. ومن المرجح أن يتداخل نظام إشارات الطفل الأصم مع نظام إشارات منزل آخر بما في ذلك عبر الثقافات.
يؤثر هيكل الشبكة الاجتماعية على تطوير نظام إشارات المنازل مما يؤثر على توحيد التعبيرات المرجعية بين أعضائه. كما تُظهر الشبكات الغنية بالتواصل -حيث يتفاعل جميع المشاركين مع بعضهم البعض باستخدام نظام الاتصال- توحيدًا أكبر وأسرع. وعادةً ما تكون أنظمة إشارات المنازل شبكات متفرقة الترابط حيث يتواصل مُوقِّع المنازل مع كل عضو في الشبكة لكن الأعضاء لا يستخدمون إشارة المنازل للتواصل فيما بينهم.

## تأثير عدم وجود نموذج لغوي
كشفت دراسات أجرتها ديانا غاني وماري كوبولا حول قدرات تبني المنظور لدى البالغين الذين يستخدمون لغة الإشارة المنزلية أنهم لا ينجحون في اختبارات الاعتقادات الخاطئة التجريبية مع ملاحظتهم البصرية للتفاعل الاجتماعي. حيث يتطلب فهم الاعتقادات الخاطئة -وهو جزء لا يتجزأ من تطوير نظرية العقل- خبرة لغوية ومدخلات لغوية. وتشير دراسات أخرى أجريت على هؤلاء البالغين الذين يستخدمون لغة الإشارة المنزلية إلى أنهم يُظهرون قدرات تمهيدية لنظرية العقل مثل تبني المنظور البصري.
لقد ثبت أن عدم وجود لغة تقليدية للأرقام يؤثر على القدرة الحسابية. فبالمقارنة مع الصم غير المتعلمين الذين يسمعون ويشيرون فإن البالغين الذين يستخدمون لغة الإشارة المنزلية لا ينتجون باستمرار إيماءات تمثل بدقة القيم الأساسية لمجموعات أكبر ولا يُظهرون استخدامًا فعالًا لاستراتيجيات عد الأصابع. وتشير دراسات أخرى إلى أن مستخدمي لغة الإشارة المنزلية قادرون على تذكر الإيماءات المستخدمة كأسماء وأفعال وصفات لكنهم يُظهرون ضعفًا في تذكر الأرقام ويزداد الأمر سوءًا مع زيادة الأعداد.

## المقارنات بين الثقافات
تتشابه البنية النحوية بين مجموعات مستخدمي لغة الإشارة المنزلية في مختلف الثقافات والمناطق الجغرافية بما في ذلك تفضيلات ترتيب الكلمات واستخدام الجمل المعقدة. فعلى سبيل المثال تُظهر أنظمة لغة الإشارة المنزلية للأطفال في تركيا والولايات المتحدة أنماطًا متشابهة في بنية الجملة.
بعض الإيماءات كالإشارة وهز الرأس وهز الكتفين تشترك في معانٍ متشابهة في مختلف الثقافات. إذ يهز الأطفال الصغار رؤوسهم للإشارة إلى النفي قبل التعبير عن معانٍ سلبية عن طريق اللغة. ومع ذلك يستخدم معظم الأطفال الصغار هز الرأس كعلامة أولية للنفي ويستبدلونه بالكلام أو الإشارات اليدوية بعد اكتساب اللغة. أما الأطفال الذين يستخدمون نظام إشارات منزلي فلا يتعرضون للغة منظمة وعلى هذا لا يستبدلون هز الرأس بالإشارات اليدوية إلا بعد اكتساب اللغة.
تختلف أنظمة الإشارة المنزلية بين الثقافات من حيث استخدام مقدمي الرعاية السمعية للإيماءات. وبالمقارنة مع الأمهات الأمريكيات تُظهر الأمهات الصينيات تشابهًا أكبر في شكل الإيماءات (شكل اليد والحركة) والتركيب النحوي مع الأنظمة التي يستخدمها أطفالهن الصم. وعند مقارنة سرديات الأطفال الصم الصينيين والأمريكيين يُنتج الأطفال الذين يستخدمون لغة الإشارة المنزلية سرديات مناسبة ثقافيًا. إن التباين بين مستخدمي لغة الإشارة المنزلية داخلي في المجموعة حيث يمتلك كل مستخدم لغة إشارة منزلية مجموعة إيماءاته الخاصة لنفس نوع المفعول أو المسند.